# Lucyna Adamowicz
Lucyna Krystyna Adamowicz (ur. 15 kwietnia 1940 w Łabuniach, zm. 7 czerwca 2018 w Kościerzynie) – polska technolog, posłanka na Sejm PRL IV i V kadencji.

## Życiorys
Córka Seweryna i Cecylii. Uzyskała wykształcenie wyższe, z zawodu technolog drewna. Pracowała w Skarszewskich Zakładach Meblowych Przemysłu Terenowego.
W 1965 i 1969 uzyskiwała mandat posła na Sejm PRL w okręgu Gdynia. W trakcie pracy parlamentarnej przez dwie kadencje pełniła funkcję sekretarza Sejmu oraz zastępcy przewodniczącego Komisji Leśnictwa i Przemysłu Drzewnego.